# W3m
w3m（ダブリューサンエム または ダブリュースリーエム）は、2021年1月11日時点で東北大学教授である伊藤彰則によって開発された、ページャ兼テキストベースのウェブブラウザである。WWW-wo-Miru（WWWを見る）ということから、名付けられた。
2021年1月11日現在、本家は2011年1月15日が最後のリリースであるが、Debian版の開発が続いている。
動作環境は一般的なUnix系オペレーティングシステムであるが、WindowsでもCygwinを用いることにより動作可能である。

## 特徴
テキストブラウザでありながら、タブブラウジング機能を備え、マウスによる操作、テーブル、フレームの描写などにも対応。また画像ファイルのインライン表示にも対応している。
一風変わった機能としては、WebサーバなしでCGIスクリプトを起動するLocal CGI機能や、読み込んだHTML文書をプレーンテキストに整形して出力する機能などを備える。またEmacsから起動するEmacs-w3mモードがある。

## 他のテキストブラウザ
- Lynx
- Links
- ELinks